# Associação Brasileira de Emissoras de Rádio e Televisão
Associação Brasileira de Emissoras de Rádio e Televisão (ABERT) é uma associação fundada em 27 de novembro de 1962 e criada pelo setor privado para defender os interesses das empresas de radiodifusão do Brasil.

## História
Sua fundação se deu no mesmo ano de aprovação do Código Brasileiro de Telecomunicações (Lei n.º 4117 de 27 de agosto de 1962), sob a liderança dos Diários Associados. Com a posição absoluta de liderança na televisão aberta, a TV Globo assumiu a predominância também na organização, não só no mercado. Diante disso, disputas com outras emissoras levaram a cisões e criação de outras entidades representativas do setor. Em 1999 a Record afastou-se e em 2001 foi a vez da Rede Bandeirantes, assim a Record fundou a Associação Brasileira de Rádio e Televisão (Abratel). Em 2002, nas discussões sobre participação de capital estrangeiro nas empresas de comunicação, noticiou-se a fundação da União de Redes e Emissoras de Televisão (UneTV), da qual participaram Record, Bandeirantes e SBT, no entanto, a primeira abandonou o grupo meses mais tarde. Já em 2004, nas discussões sobre objetivos de empréstimos do Banco Nacional de Desenvolvimento Econômico e Social (BNDES) para as empresas do setor, Record e RedeTV! se desfiliaram da associação.
Em 2016, a Abert se opôs à Abratel e companhias telefônicas sobre o desligamento do sinal analógico em Brasília, no contexto da implantação da televisão digital no país.